# Joel Grey
Joel Grey, vlastním jménem Joel David Katz, (* 11. dubna 1932 ,Cleveland, Ohio, USA) je americký herec, zpěvák, tanečník, fotograf a divadelní režisér. Jeho nejvýznamnějším filmem je Kabaret, kde po boku Lizy Minnelliové a Michaela Yorka ztvárnil Konferenciéra. Za tuto roli také získal Oscara.

## Osobní život
Jeho otcem byl hudebník a komik Mickey Katz . Je převážně divadelním hercem. Jeho dcera Jennifer Grey je také herečka, mezi její nejvýznamnější role patří Frances "Baby" Housemanová z filmu Hříšný tanec. Se svou manželkou Jo Wilder se rozvedl, protože ji přiznal, že je homosexuálem .